# RMS Carpathia
Pentru alte sensuri ale numelui, a se vedea Carpați (dezambiguizare) 

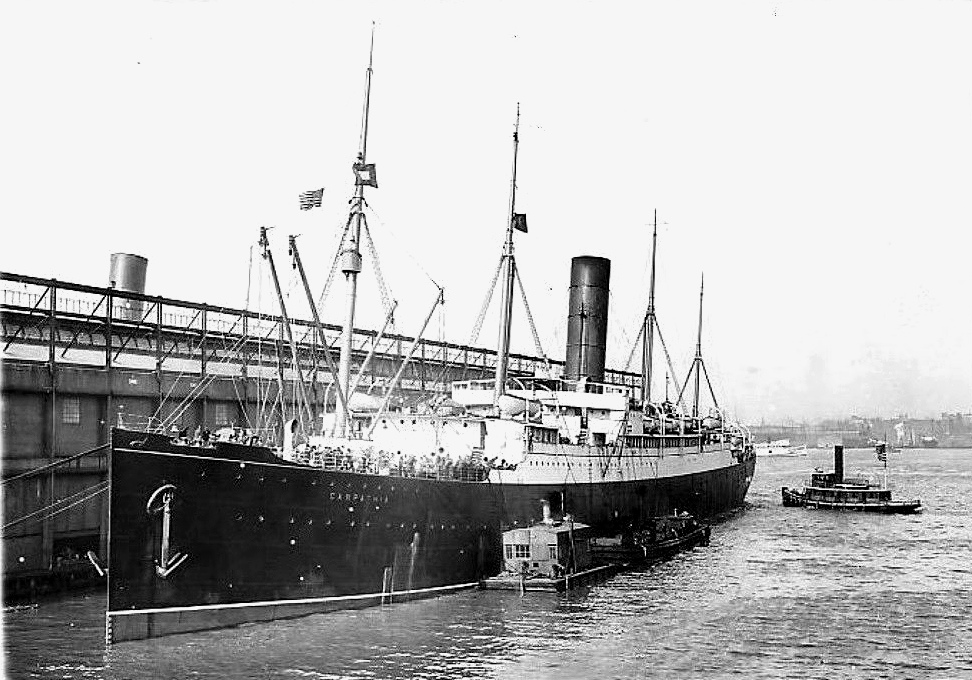
RMS Carpathia în portul New York în 1912

RMS Carpathia a fost o navă de pasageri folosită, la începutul secolului al XX-lea, pentru călătoriile transatlantice. A aparținut liniilor maritime Cunard. Vaporul a transportat, în luna aprilie a anului 1912, cei aproximativ 700 de supraviețuitori ai Titanicului în portul New York.

## Istoric
RMS Carpathia a fost lansată pe mare la data de 6 august 1902, iar între anii 1903 și 1905 a făcut curse transatlantice pe ruta Liverpool - Queenstown (azi Cobh în Irlanda) - Boston. Apoi între 1905 și 1917 a făcut curse transatlantice pe ruta Trieste - Fiume - Palermo și New York; foarte mulți emigranți bănățeni și ardeleni au călătorit spre America la bordul acestui vas. În luna aprilie a anului 1912, echipajul vaporului a salvat cei peste 700 de naufragiați ai Titanicului. După aceea, pe 18 aprilie, vaporul a sosit în New York cu supraviețuitorii de pe Titanic. 
Pe 17 iulie 1918, Carpathia s-a scufundat după ce a fost torpilată de un submarin german.

## Date tehnice
RMS Carpathia a fost construită la șantierele navale din Newcastle de către Swan Hunter și Wigham Richardson. Mărimile sale erau: 164 metri (lungimea)/19,65 metri (lățimea), iar tonajul de 13600 tone. Nava era construită din oțel, iar viteza sa maximă era de 17,5 noduri, în timp ce viteza de croazieră era 14 noduri. Capacitatea era de aproximativ 1800 de pasageri.